# Richie Hearn

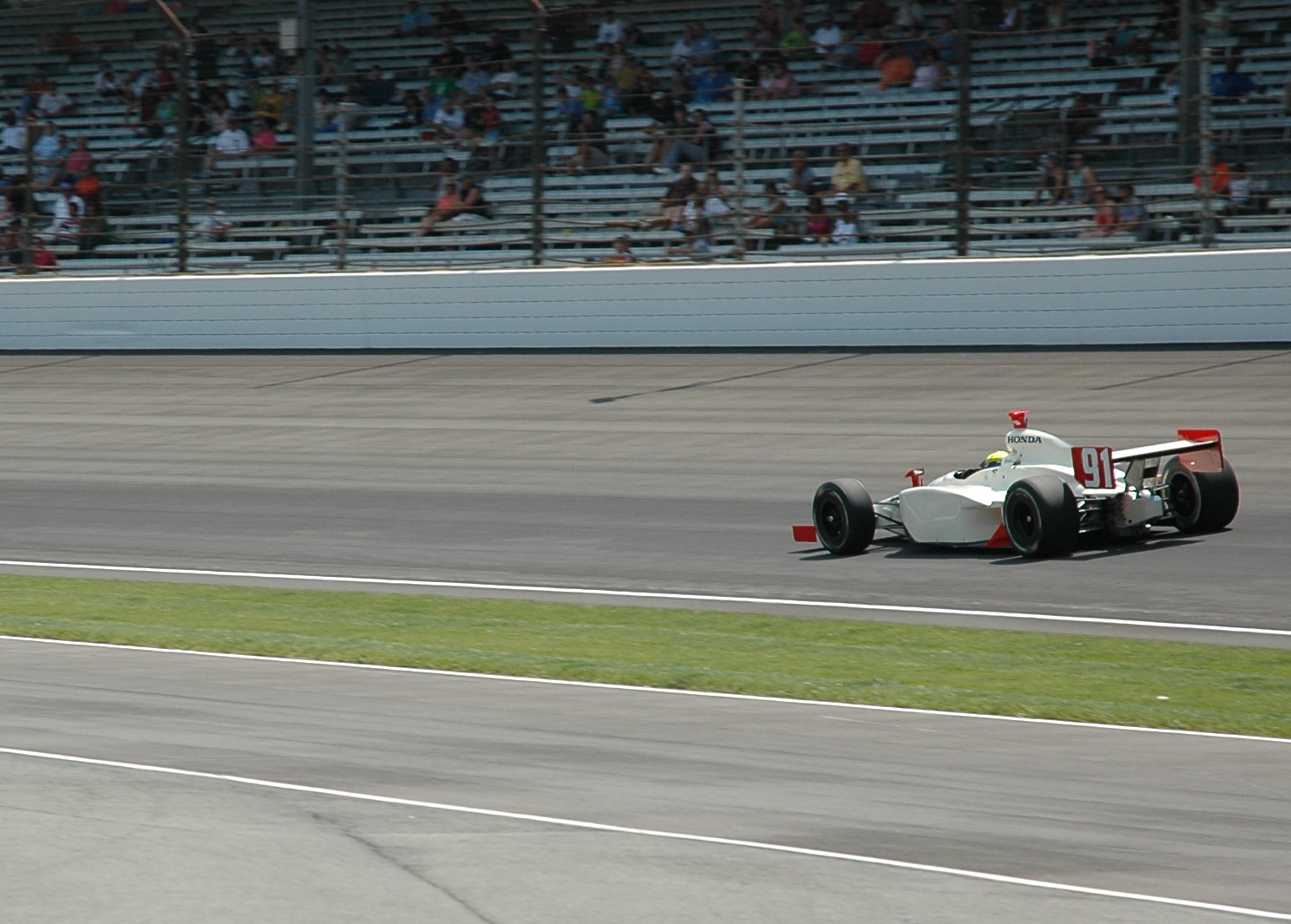
Richie Hearn 2007 beim Training für das Indy-500-Rennen

Richard „Richie“ Hearn (* 4. Januar 1971 in Glendale, Kalifornien) ist ein ehemaliger US-amerikanischer Automobilrennfahrer.

## Karriere
In den Jahren 1994 und 1995 fuhr er in der US-amerikanischen Nachwuchsserie Formel Atlantic, in der er 1995 den Titel gewann. 1996 fuhr er für Della Penna sowohl in der Indy Racing League als auch in der Champ Car World Series. Beim Indianapolis 500 wurde er Dritter und am Ende des Jahres gewann er ein IRL-Rennen auf dem Las Vegas Motor Speedway.
1997 fuhr er ausschließlich bei den Champ Cars für Della Penna und mit Budweiser als einem bekannten Sponsor, konnte aber keine bedeutenden Resultate einfahren. 2000 wurde er durch Norberto Fontana ersetzt, der mehr Sponsorgelder mitbrachte. Er nahm noch an einigen weiteren Austragungen des Indianapolis 500 teil, mit dem sechsten Rang 2002 als bestem Ergebnis. Nach dem Indianapolis 500 2005 trat er als Fahrer vom Rennsport zurück und gründete sein eigenes Rennteam Hearn Motorsports LLC, mit dem er in der Star Mazda Series an den Start ging. Für 2006 plante er, mit dem Team in der Formel Atlantic zu starten. 2007 kehrte er noch einmal zum Indianapolis Motor Speedway zurück und qualifizierte sich für das Indianapolis 500 in einem Fahrzeug, das gemeinsam von Racing Professionals und Hemelgarn Racing eingesetzt wurde.
Nach dem Ende seiner Fahrerkarriere arbeitete er als Renninstrukteur.